# Christian Severin Henrichsen
Christian Severin Henrichsen (15. april 1829 i København – 22. december 1883 sammesteds) var en dansk Højesteretsadvokat og borgerrepræsentant.
Henrichsen var søn af faktor ved Adresseavisen Christian Frederik Henrichsen (17. december 1777 – 18. juli 1838) og Marie f. Antoni (24. maj 1790 – 29. maj 1865). Han blev født i København, dimitteredes 1846 fra Metropolitanskolen og tog juridisk embedseksamen 1853. Tidligt bestemte han sig for sagførervejen, og efter at have haft fuldmagt, navnlig hos advokat Carl Liebe, blev han 1859 overretsprøveprokurator, 2 år efter virkelig overretsprokurator og 1862 Højesteretsadvokat. hans forbindelser med borgerstanden, ualmindelige dygtighed og usvigelige retsindighed skaffede ham forholdsvis hurtig en stor og indbringende praksis. et bevis på den tillid og anseelse, han nød, var det, at han allerede 1864 valgtes til borgerrepræsentant og 1873, da tømrermester Harald Hartvig Kayser efter en lang funktionstid ønskede at træde af, blev forsamlingens formand, en stilling, som han beklædte lige til sin død. bølgerne gå sjælden højt i hovedstadens kommunale råd, så at formandens opgave, for så vidt den består i at lede og styre forhandlingerne, ikke stiller store krav til overlegenhed eller åndsnærværelse, men formandens indflydelse på de kommunale sagers gang er meget betydelig, og det beror for en væsentlig del på ham, om forholdet mellem det direkte valgte led af kommunalbestyrelsen og Magistraten skal føre til harmonisk samvirken eller til tvist. Henrichsen var en udmærket formand, rolig og upartisk i sin ledelse, og hans gode indflydelse var umiskendelig. andre offentlige tillidshverv betroedes ham; 1873 blev han medlem af Landmandsbankens bankråd og dets formand, 1875 medlem af direktionen for Sparekassen for Kjøbenhavn og Omegn.
Sit varigste minde har han sat sig ved sin virksomhed for oprettelsen af de Spannjerske Legater, hvis formue ca. ved år 1900 udgjorde ca. 2½ mio. kr. Skomagermester Spannjer, en original, som fra en ringe begyndelse havde ved heldige ejendomskøb og pengetransaktioner samlet en betydelig formue, blev i august 1872 efter et uheldigt fald indlagt på Kommunehospitalet; han sendte bud efter Henrichsen for at få skrevet sit testamente, og det var den juridiske rådgiver, som foreslog ham de forskellige veldædige formål, til hvilke legatet skulle anvendes. Testamentet underskreves 14. august, en kodicil tilføjedes 23., og 24. døde testator. Uden Henrichsens forstandige og betænksomme optræden ville den store formue være blevet splittet til fjerne slægtninge. Legatet, der under Henrichsens ledelse begyndte at virke i juni 1877, skønt fundatsen først udfærdigedes 10. juli 1879, vil efter de testamentariske bestemmelser yderligere vokse i tidens løb. Henrichsen og hustru (Marie Charlotte Breede, f. Lund, enke efter tømrermester Breede, f. 22. december 1814, gift med Henrichsen 20. april 1862, død 9. februar 1887) have selv stiftet et betydeligt legat "for Enker, forladte Hustruer og ugifte Piger i Kjøbenhavn", hvis fundats først efter nogle rentenyderes død blev affattet af Københavns borgerrepræsentanter. Også ved udarbejdelsen af Entreprenør N. Andersens Arbejderlegat, der bestyres af Indenrigsministeriet, har Henrichsen medvirket.
Henrichsen blev Ridder af Dannebrog 1874, Dannebrogsmand 1878 og fik 1883, ved 25 års-jubilæet for Københavns nye kommunalforfatning, Kommandørkorset af 2. grad. Efter en kort sygdom døde han 22. december 1883.
Han er begravet på Assistens Kirkegård. Der findes et maleri af G.J. 1906 i Borgerrepræsentationens formandsværelse, Københavns Rådhus. Litografi af I.W. Tegner 1884 efter fotografi. Træsnit 1883.